# 大手センタービル
大手センタービル（おおてセンタービル）は、東京都千代田区大手町にあるオフィスビル。竹中工務店が設計・施工し、建築家柳澤孝彦も設計に携わった。

## 概要
再開発事業として、既存の9階建ての2つのビルを取り壊し、1983年10月に竣工したオフィスビルである。
隣接した大洋漁業本社・協和銀行本店ビル（のちのりそな・マルハビル）と三和銀行東京ビル（のちの三菱東京UFJ銀行大手町ビル）を含んだ街区として調和と共存を図るべく、配置・高さ・マッスのプロポーションの検討をかさね、総合設計制度の導入により、斜線制限の緩和を受けて高さ100メートルを実現、これと引き換えに敷地の43％に及ぶプラザ（公開空地）を建物前面に設けている。
ビルは大手町駅および東京駅と地下通路で直結している。
1985年のBCS賞を受賞。

## 入居企業
竣工時から2001年10月まで、住友金属工業株式会社が13階から23階までを使用するメインテナントであった。
- 1F - SMBC信託銀行大手町支店
- 1F - PwCエクスペリエンスセンター
- 2F - PwC
- 3F - エクセノヤマミズ
- 4-5F - 社団法人電子情報技術産業協会（JEITA）
- 6-11F - クラレ
- 12-13F - 三菱商事エネルギー
- 13F - 三井住友信託銀行
- 14F - ファクトセット・パシフィック
- 14-15F - 日本パレットレンタル
- 16-17F - ONODERAグループ
- 18F - PwCあらた有限責任監査法人
- 18F - PwCビジネスアシュアランス
- 19F - PwCコンサルティング
- 20-21F - メットライフ生命
- 22F - プロティビティ
- 22F - ロバートハーフ
- 22F - 極東証券
- 23F - アルフレッサホールディングス

### 注
1. ↑  その後、りそな・マルハビルと三菱東京UFJ銀行大手町ビルが立地した街区は、都市再生特別地区の認定事業の一つとして、大手町ホトリアとして再開発され、大手門タワー・JXビルと大手町パークビルディングが竣工している。